# Comissió Central d'Inspecció de la Disciplina
La Comissió Central d'Inspecció de la Disciplina (CCID) és la institució més alta de control intern del Partit Comunista de la Xina (PCX), encarregada de fer complir les normes i combatre la corrupció i la malversació dins el partit. Atès que la gran majoria dels funcionaris de tots els nivells de govern són també membres del Partit Comunista, la comissió és, a la pràctica, el màxim organisme contra la corrupció de la Xina.
La comissió es va crear a la III Sessió Plenària del XI Comitè Central el desembre de 1978. Els sistemes de control havien existit anteriorment sota el nom de "Comissió Central de Control" per un breu període el 1927, entre el 1955 i el 1968 i del 1949 al 1955. Es va dissoldre durant la Revolució Cultural, el 1969. El 1993, es van combinar les operacions internes de l'agència i juntament amb les del Ministeri de Supervisió del Govern. Encara que la comissió és teòricament independent de les institucions executives del partit, com ara el Comitè Central i el Politburó, històricament, el treball del CCID ha estat dirigit pels màxims líders del partit. No obstant això, a començaments del mandat d'Hu Jintao, com a secretari general del Partit Comunista de la Xina, al novembre de 2002, i especialment després que Xi Jinping prengués el lideratge del partit, al novembre de 2012, el CCID ha estat reformat significativament per fer-la més independent.
Segons la Constitució del Partit, els membres de la CCID són elegits pel Congrés Nacional i serveixen per un període de cinc anys. Després del congrés nacional en el qual és elegit, el CCID es reuneix per triar el seu secretari, els subdirectors, el secretari general i el comitè permanent. Els funcionaris elegits han de ser aprovats pel Comitè Central per assumir el càrrec. Des de 1997, el secretari de la CCID ha estat membre del Comitè Permanent del Politburó (CPP) i, des del 2009, ha estat al capdavant del Grup Central de Treballs d'Inspecció. El secretari actual és Zhao Leji, que va prendre possessió del càrrec el 25 d'octubre de 2017.

## Organització

### Comissió Central
Les eleccions del secretari (màxima autoritat de la CCID i conegut com a Primer Secretari durant el mandat de Chen Yun, 1978-1987), subdirector i secretari general se celebren durant la primera sessió plenària immediatament després d'un congrés nacional. La CCID proposa un secretari a la 1a sessió plenària del comitè central, que al seu torn, pot aprovar-lo o rebutjar-lo. El secretari escull alhora un nombre de diputats i secretaris adjunts. Tots els secretaris de la CCID des de 2003 han dirigit simultàniament al Grup Central de Treball d'Inspecció.
Des de 1978 tots els secretaris han estat membres del Comitè Permanent del Politburó (CPP), excepte Wei Jianxing que ho va ser del 1997-2002, quan ja no n'era membre (1992-1997). Durant el 12è Congrés Nacional va aprovar-se que la màxima autoritat de la CCID fos simultàniament membre del Comitè Permanent, però aquesta exigència va ser suprimida per Zhao Ziyang al 13è Congrés Nacional (1987). Encara que la majoria de les reformes de Zhao Ziyang van ser eliminades quan va ser substituït, la pertinença al CPP no va ser reintroduïda fins al 15è Congrés Nacional (1997).
El Comitè Permanent del CCID, elegit durant la 1a sessió plenària de la CCID, és l'òrgan més alt mentre no hi ha sessió plenària i és ratificat pel Comitè Central abans de prendre possessió. Durant les sessions plenàries anuals té l'encarrec de presentar un informe de totes les tasques realitzades. El 18è Comitè Permanent té 18 membres homes i una única dona (Huang Xiaowei).
La CCID dona feina a unes 1.000 persones. Des de la fusió de les seves funcions amb les del Ministeri de Supervisió, al 1993, s'han creat fins a 27 oficines.

### Nivells inferiors i equips d'inspecció
Per sota de la Comissió Central hi ha diverses Comissions d'Inspecció de la Disciplina (CID). La composició de les diferents CID és decidida per ella mateixa per, posteriorment, ser avalada per la Comissió immediatament superior a ella així com pel Comitè Central del partit. Els principals deures i responsabilitats de les CID locals són la instrucció dels membres del partit sobre els seus deures i drets, la preservació de la disciplina dins el partit, la defensa de les decisions del partit, el control dels membres del partit segons les responsabilitats marcades a la constitució del partit i la investigació dels casos de corrupció. Els CID tenen l'obligació d'informar regularment les seves conclusions al comitè provincial corresponent. El 2004 va augmentar notablement la independència de les CID del comitè del partit (fins llavors els seus membres eren designats pels que havien de ser supervisats), en ser designats els seus membres per la CID de nivell superior. Durant la III Sessió Plenària del 18è Comitè Central (2013) va ser aprovada una nova reforma de l'estructura interna que incloia que cada CID era directament responsable davant el CCID.
L'Oficina de Treball d'Inspecció de Circuits és l'encarregada d'enviar equips d'inspecció a tot el país per ajudar les CID locals. El 2003 hi havia cinc equips d'inspecció, però deu any més tard, el 2013, ja n'havia fins a dotze. El 2010, el CCID va ser autoritzat a enviar equips d'inspecció a l'Exèrcit Popular d'Alliberament (PLA). Tot i això, hi ha diverses debilitats en el disseny institucional d'aquests equips al competir amb alguns procediments formals on l'encarregada d'investigar és la CID. Els equips d'inspecció, per exemple, no tenen facultats per iniciar investigacions formals, fer detencions o complir càstigs.

## Deures i responsabilitats

### Supervisió del partit
El CCID (i les seves branques locals i regionals) és l'encarregat de fer complir les normes internes del partit. Encara que la història es remunta als anys 1970 i 1980, no es va formalitzar fins al 2004 l'anomenat "Reglament de Supervisió Interna" (RSI). El RSI va atorgar poders a la CCID, va institucionalitzar els equips d'inspecció i va separar clarament els òrgans de presa de decisions del partit dels seus supervisors. Amb el RSI, el PCX va emetre una llista de les responsabilitats als membres subjectes a supervisió. Tots els membres del partit estan subjectes a supervisió, però el RSI subratlla que els líders són el seu focus. Probablement, això era en reacció al fet que cap institució, excepte el lideratge del Partit, tenia la capacitat de facto de supervisar les institucions del partit de més baix nivell.
El RSI defineix tres formes de supervisió del partit intern: de dalt a baix, de baix a dalt i d'igual a igual:
- Dels tres, de baix a dalt és el menys institucionalitzat i es va presentar com la responsabilitat moral - però no institucional - dels membres del partit ordinari. El mecanisme per presentar denúncies contra funcionaris del partit de nivell superior o proposar el seu acomiadament no està especificat. Segons Ting Gong, el principal problema és que si un membre del partit ordinari presenta una denúncia o acusa un funcionari de corrupció, "no hi ha garanties que aquestes peticions siguin processades, ja que estan subjectes a investigació i a l'aprovació de les autoritats de nivell superior".[2]

- El sistema de dalt a baix requereix que els comitès de partit en nivells superiors supervisin els comitès de nivell inferior. Segons el RSI, el lideratge del partit central ha d'enviar regularment equips d'inspecció central als organismes regionals, organitzacions estatals i empreses estatals. L'estructura dels equips d'inspecció central van ser reformades pel RSI. Abans, però, eren institucions ad hoc en la lluita contra la corrupció. El RSI va introduir criteris formals per unir-se a un equip d'inspecció central i atorgar-se poders com a autoritat d'inspecció.[2]

- La supervisió entre iguals es defineix com a reunions regulars de les diferents comissions i amb l'objectiu d'informar del seu treball al comitè del partit al qual són responsables. L'objectiu principal de la supervisió entre iguals és enfortir la responsabilitat subjectiva dels membres dels partits fent-los sentir col·lectivament responsables del partit. Aquest sistema està supervisat pel comitè del partit i la comissió d'inspecció de disciplina (CID) de nivell superior.[2]

### Jurisdicció
L'àmbit d'actuació de la comissió és el mateix del Ministeri de Supervisió, amb la CCID éssent la responsable dels casos que involucren el trencament de la disciplina del partit o de llei de membres del partit. Igual que el Ministeri, la CCID no té autoritat judicial i es limita a investigar acusacions de corrupció i violacions de la disciplina del partit. Atès que la CCID no té la capacitat de processar, se suposa que ha de transferir els casos (un cop investigats) al Fiscal General del Poble Suprem o al Tribunal Suprem del Poble. La capacitat de la CCID de començar investigacions i administrar sancions del partit ha conduït sovint a la transferència lenta (o de vegades cap transferència) de casos a la Fiscalia. Malgrat això, el seu àmbit d'actuació de facto es troba massa poc definit:
- Segons Graham Young, "les responsabilitats del CCID tracten quatre tipus de delictes: de treball, polítics i accions contra revolucionàries".[5]

- Segons Andrew Wederman, després d'analitzar les acusacions dels informes anuals de les comissions provincials, hi ha uns 20 tipus de delicte: "arbitrarietat i actituds dictatorials, anarquisme, faccionalisme, favoritismes, insubordinació, heterodòxia (com la "contaminació espiritual burgesa" o ser massa "esquerrà"), buscar privilegis, nepotisme, burocratisme, ineficiència administrativa, comandisme, especulador, corrupció, frau, malversació, robar, contraband, suborn, adquisició il·legal de divises i malgastar fons públics".[5]
- Segons Jeffrey Becker, "els manuals i reglaments del CCID solen incloure sis tipus de delictes greus (cuowu): polítics, econòmics, organitzatius, abandonament del deure, oposició a la moral socialista del partit i violacions de les lleis i normes d'integritat".[4]

### Sistema de peticions, procediments d'investigació iShuanggui
Per a un cas que cal investigar, una persona ho ha de sol·licitar a la CCID. Tot i que la principal oficina de peticions és l'Oficina de queixes, les peticions solen ser enviades a altres oficines i institucions (com el Tribunal Popular Suprem, el Fiscal General Popular, el Congrés Nacional del Poble). Les peticions també es poden presentar al lloc web de la CCID i la comissió rep casos a través de l'Oficina de Treball de Inspecció de Circuits (que envia equips d'inspecció a tot el país). En un cas manejat per Li Huiran, ex director de la Divisió de la Tercera Divisió de ODIS i el director de l'Oficina de Casos d'Audició, es va enviar una petició a tots els caps de departament del ministeri que ocupava el peticionari, diverses oficines dels membres de CCID, a Jiang Zemin, Li Peng, Zhu Rongji i Wei Jianxing.
Una investigació consta de 8 passos:
1. Proves preliminars i gestió de reclamacions
2. Confirmació preliminar de violacions disciplinàries
3. Aprovació per a l'obertura del cas
4. Recopilació d'informació i proves
5. Audició de casos
6. Implementació de sancions disciplinàries
7. Apel·lació per part del funcionari supervisat
8. Supervisió i gestió continuada de el cas.

El primer pas comença amb la recepció d'una petició, que s'accepta formalment quan el CCID té proves (o sospites) d'errors. Aquest procés depèn de la posició de l'acusat; si la persona té un rang de vice-ministerial o diputat-governador, la investigació ha de ser aprovada inicialment pel Comitè Permanent de la CCID. Si s'aprova, el Comitè Permanent de CCID sol·licitarà el permís del CPP per a una investigació completa. Una investigació del cap del partit provincial ha de ser acceptada pel Politburó. Per investigar un membre del Politburó o el CPP, cal el suport complet del CPP i dels líders d'alt nivell retirats. Quan s'aprova un cas, el subjecte entra a Shuanggui ("designació doble") i ha de presentar-se en una "un lloc i moment concrets". Durant el Shuanggui, l'acusat es qüestionat sobre les violacions disciplinàries específiques. La longitud del Shuanggui no està especificada, i el subjecte no està protegit pel sistema legal estatal. Aquest sistema dona prioritat al CCID sobre el sistema legal en la investigació dels líders del partit. Segons els mitjans de comunicació xinesos, el Shuanggui va ser instaurat per evitar la protecció del subjecte per part del seus contactes o la possible xarxa (guanxi) que hagi pogut crear. Estudiosos com Ting Gong i Connie Meaney estan d'acord que el Guanxi és una veritable amenaça per als equips d'investigació del CCID. El sospitós està subjecta a la detenció si es considera que així es preservarà el bon funcionament de la investigació i evitar la interferència de l'acusat.
El Shuanggui no contempla el càstig corporal i l'acusat és, en teoria, tractat amb respecte fins que es demostri culpable. No obstant això, segons Flora Sapio, "pot ocórrer fàcilment que totes les garanties processals bàsiques s'eliminen tan aviat com shuanggui comença". Els problemes amb Shuanggui, són les confessions forçoses, que s'han produït amb funcionaris amb capacitació insuficient en àrees controlades pels CID locals.

### Regulacions
Els CIDs de tots els nivells tenen, com un dels seus deures més importants, pot emetre i interpretar normes. En els darrers anys, el CCID ha emès diverses normes en nom del Comitè Central: "Reglament de supervisió interna" el 2004; "Reglament sobre la supervisió dels partits interns", "Disposicions sobre les sancions disciplinàries del CCP" i "Disposicions sobre l'establiment del sistema de responsabilitat per a la construcció de partits i un govern net" el 2005; i "Estipulacions provisionals: informe de la integritat de les cadenes líders" el 2006.
La importància de la llei en la lluita contra la corrupció s'ha destacat des de principis dels 80. Deng va assenyalar el 1980 que l'esforç per perseguir la corrupció era una lluita política que, per tenir èxit, s'havia de combatre en un entorn institucional. A la IV Sessió Plenària del XV CCID, el 2000, Jiang Zemin va arribar a una conclusió similar: "El més important és sostenir i millorar el sistema d'institucions perquè pugui garantir un lideratge fort i la prosperitat socialista del Partit, així com assegurar-se que el sistema funcioni a través de lleis, reglaments, polítiques i educació". Tot i això, fins al 16è Congrés Nacional, el sistema de lluita contra la corrupció del PCX es va basar en campanyes, en lloc de procediments formals. La idea que les campanyes -no les institucions- era la millor arma contra la corrupció per Deng, ja que la seva execució depenia en gran manera del lideratge. No obstant això, el fort augment de la corrupció durant la dècada de 1990 va portar al Partit a canviar el rumb.
Amb Wei Jianxing, el 15è CCID va revisar unes 1.600 normes i documents del partit relacionats amb la corrupció en el període previ al 16è Congrés Nacional. D'aquests, es va arribar a la conclusió que 1.100 encara eren viables. Durant aquest període, el CCID va publicar el "Pla per a la construcció de les males honestedats i el control de la corrupció entre 2004 i 2007" i el "Reglament complet sobre construcció de morals honestes i control de la corrupció dins del partit" de sis volums en un esforç per institucionalitzar el sistema d'anticorrupció del partit. Per formalitzar els seus procediments, el 16è Comitè Permanent del CCID va aprovar normes que exigien a tots els CID locals que lluitessin contra la corrupció amb mètodes legals.
El Departament d'Organització del PCX, el Ministeri de Supervisió i la Comissió d'Administració i Supervisió d'Actius de l'Estat van emetre conjuntament el "Reglament sobre la realització de negocis honestament pels líders de les empreses governamentals" el 2005. Segons l'analista del PCX, Shao Daosheng, "el ritme de la institucionalització contra la corrupció pel PCX no havia tingut mai aquests precedents".

## Cooperació amb altres organismes

### Comissió Militar Central
Els militars tenen la seva pròpia comissió de control disciplinari, coneguda com la Comissió d'Inspecció de la Disciplina de la Comissió Militar Central (CIDCMC), dins la CCID. El CIDCMC té "doble responsabilitat": una al CCID i a la Comissió Militar Central. La seus membres són seleccionals per la Comissió Militar Central. La primera organització militar disciplinària es va crear el 1955 i va ser dissolta durant la Revolució Cultural. La CIDCMC actual es va crear el gener de 1980 sota la direcció del Comitè Central del Partit Comunista. Des de 1990, el treball del CIDCMC ha estat realitzat, en gran manera, pel Departament de Política General de l'Exèrcit, el màxim òrgan polític militar. El cap del CIDCMC és, habitualment, també el cap adjunt del Departament de Política General, i (des del XVI Congrés del Partit de 2002) un secretari adjunt de la Comissió Central d'Inspecció de la Disciplina (CCID).
De tant en tant, el CCID ha intervingut directament en els casos que involucren a oficials d'alt rang de l'EPA. La participació directa del CCID només s'ha citat en casos d'alt perfil, com el vicealmirall Wang Shouye el 2005 i el tinent general Gu Junshan el 2012. Quan el CIDCMC finalitza una investigació, el cas sol donar-se a les autoritats judicials del Tribunal Militar. A diferència dels casos del CCID, on les resolucions es donen a conèixer en comunicats de premsa, els detalls dels casos del CIDCMC poques vegades es públiquen. El CIDCMC ocasionalment du a terme una "investigació inicial" de presumpta infracció per part d'un oficial militar, i després lliurarà el cas a la CCID per "finalitzar la investigació".

### Ministeri de Supervisió
El Ministeri de Supervisió (MdS) va ser creat pel Consell d'Estat el 1987 per supervisar "departaments governamentals, òrgans estatals i funcionaris públics i mantenir la disciplina administrativa". Des dels seus inicis, la jurisdicció de MOS no era clara; la major part del personal del govern, com a oficials del partit, estava sota la tutela del CCID. Abans de 1987, la CCID va ser l'encarregada d'emetre sancions administratives als funcionaris públics, ja que va imposar la disciplina del partit i la llei estatal imposada per MOS, en teoria "les dues agències van funcionar en àmbits separats". La realitat era menys clara; la majoria dels servidors públics eren membres del partit, i el MOS i el CCID van començar per separat investigacions de la mateixa persona. En aquestes investigacions duals, els CIDs (i de vegades el CCID) van reclamar la jurisdicció primària sobre els casos que involucren figures importants del partit i van intentar evitar que el MOS feia el seu treball. Per solucionar aquest problema, el MOS i el CCID es van fusionar efectivament en 1993-1994; encara que les seves identitats organitzatives es van mantenir separades, les oficines internes del MOS es van fusionar amb la CCID. Des de llavors, la CCID ha dut a terme el treball del MOS; el ministre de Supervisió acostuma a ocupar el càrrec concurrent de subdirector de la CCID, i les organitzacions comparteixen un lloc web.